# Marian Więckowski
Marian Więckowski, né le 8 septembre 1933 à Varsovie et mort le 17 juillet 2020, est un coureur cycliste polonais.

## Biographie
Marian Więckowski détient avec Dariusz Baranowski le record du nombre de victoires du Tour de Pologne. En effet, il a gagné 3 fois cette compétition en 1954, 1955 et 1956.

## Palmarès
- 1953
  - 8e étape du Tour de Pologne
- 1954
  - Tour de Pologne
    - Classement général
    - 4e étape
- 1955
  - Tour de Pologne
    - Classement général
    - 2e étape
- 1956
  - Tour de Pologne
  - 3e du Tour d'Égypte